# Dobrinești
Dobrinești es una localidad rumana de la comuna de Nicorești, en el condado de Galați.

## Historia
Hacia finales del siglo XIX la localidad, que formaba parte ya por entonces de la comuna de Nicorești, en el antiguo condado de Tecuci, tenía contabilizada una población de 327 habitantes. En la segunda mitad del siglo XX la localidad seguía perteneciendo a Nicorești, en el condado de Galați.